# Gideon van Gelder
Gideon van Gelder is een Nederlands jazz-pianist. 
In 2004 won hij samen met zijn broer, saxofonist Ben van Gelder, het Prinses Christina Concours. Vanaf 2007 studeerde hij in New York op de New School for Jazz and Contemporary Music. Daar leerde hij José James kennen, met wie hij veel optrad en op wiens album Black Magic (2010) hij meespeelde. 
Met zijn eigen kwartet maakte Van Gelder twee albums: Perpetual (2010) en Lighthouse (2014).

## Discografie
| Jaar | Titel      | Opmerking |
| ---- | ---------- | --------- |
| 2014 | Lighthouse |           |
| 2010 | Perpetual  |           |